# Nemacheilus petrubanarescui
Nemacheilus petrubanarescui és una espècie de peix de la família dels balitòrids i de l'ordre dels cipriniformes endèmica dels Ghats Occidentals, que habita als rius Nethravati i Kabini (Karnataka i Kerala, l'Índia). Els mascles poden assolir els 3,5 cm de longitud total. Les seues principals amenaces són la seua limitada distribució geogràfica (menys de 300 km²), l'alteració de l'hàbitat, l'extracció de sorra i la contaminació de l'aigua.